# Оффенберг, Генрих фон
Барон Генрих фон Оффенберг (21 января 1752—11 ноября 1827) — государственный деятель Российской империи, тайный советник, исполняющий обязанности курляндского гражданского губернатора. Член Берлинской академии искусств и Академии изящных искусств в Болонье.

## Биография
Прибалтийский немец. Происходил из курляндских дворян. Представитель баронского рода Оффенберг. Крупный помещик.
Изучал право в Кёнигсбергском университете (Альбертина) (1772).
В 1776 году начал службу камер-юнкером при дворе герцога Курляндии Петра Бирона. С 1784 — обер-камергер его двора. Сопровождал П. Бирона в поездках в качестве организатора и руководителя его зарубежных визитов (reisemarschall).
В 1786 вступил в орден иоаннитов.
В 1787—1796 — статский советник, в 1797—1807 — первый младший советник, 1807—1808 — исполняющий обязанности курляндского гражданского губернатора, в 1808—1818 — министр двора, а в 1817—1827 — президент суда (Oberhofgericht) Курляндии и Семигалии.
Во время Отечественной войны 1812 года, после взятия Митавы в сентябре 1812 года генералом И. Н. Эссеном, Генрих фон Оффенберг был назначен временным курляндским губернатором, однако вскоре город вновь был занят французами. Г. фон Оффенберг вернулся в исполнению обязанностей во второй половине декабря 1812 года, после того как город покинули вражеские войска. Находился в должности до возвращения губернатора Фёдора Сиверса.
Вновь был назначен временным курляндским губернатором в начале 1824 года, из-за болезни Э. Я. Станеке. Служил на этом посту до назначения на должность Павла Васильевича Гана (18 февраля 1824 года).
Генрих фон Оффенберг был также большим поклонником искусства и коллекционером, членом Берлинской академии искусств и Академии изящных искусств в Болонье, а также одним из семи основателей 23 ноября 1815 в Митаве Курляндского общества литературы и искусства. История коллекции итальянского рисунка Латвийского Национального художественного музея берёт своё начало в XVIII веке и напрямую связана с именем Генриха фон Оффенберга.
Умер в Митаве бездетным, не оставив потомства.

## Награды
- Орден Святой Анны 1-й степени (13 апреля 1809)[2]
- Орден Святого Владимира 2-й степени (29 августа 1818)[3]
- Медаль «В память Отечественной войны 1812 года» бронзовая на владимирской ленте
- Орден Пфальцского льва (курфюршество Бавария)
- Орден Святого Иоанна Иерусалимского командорский крест (королевство Пруссия)